# Élection présidentielle colombienne de 1884
L'élection présidentielle de Colombie de 1884, qui se déroule le 10 août 1884, est la dernière élection organisée sous le régime des États-Unis de Colombie, afin d'élire le président. L'ancien président réformiste, Rafael Núñez, fondateur du parti national, est réélu. Sa victoire marque la fin du régime et la consolidation de la Regeneración. Rafael Núñez entame ainsi son deuxième mandat en tant que dernier président des États-Unis de Colombie.
Le 1er avril 1886, après l'adoption de la nouvelle constitution, Núñez devient président de la république de Colombie.

## Système électoral
Selon la constitution de 1863, le président des États-Unis de Colombie est élu pour un mandat de deux ans par les représentants des 9 États. Le candidat qui obtient le plus d'États est déclaré élu.

## Candidats
Les élections de 1884 voient s'opposer 2 candidats :
- Rafael Núñez, pour le parti national
- Solón Wilches, pour le parti libéral

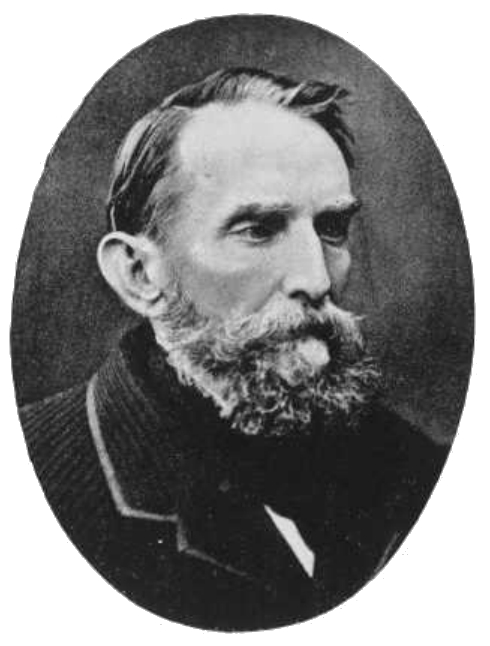
Rafael Núñez
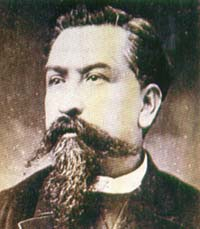
Solón Wilches

Lors de cette élection, et comme pour les deux précédentes, le candidat du parti national bénéficie du soutien des modérés et des conservateurs.

## Votants
9 États votent pour ces élections :
- Antioquia
- Bolívar
- Boyacá
- Cauca
- Cundinamarca
- Magdalena
- Panama
- Santander
- Tolima

## Résultats
| Candidats à la présidence | Candidats à la présidence | Voix |
| ------------------------- | ------------------------- | ---- |
|                           | Rafael Núñez              | 6    |
|                           | Solón Wilches             | 3    |

- États ayant voté pour Rafael Núñez : Antioquia, Bolívar, Cauca, Cundinamarca, Panama et Tolima;
- États ayant voté pour Solón Wilches : Boyacá, Magdalena et Santander.